# Politics, Religion & Ideology
Politics, Religion & Ideology (en español, Política, religión e ideología, anteriormente Totalitarian Movements and Political Religions, Movimientos totalitarios y religiones políticas) es una revista académica trimestral revisada dedicada al estudio de las ideologías autoritarias, incluido el radicalismo religioso. La publica la editorial Taylor & Francis y se fundó en el año 2000 con el nombre de  Totalitarian Movements and Political Religions; cambió de nombre en 2011. El redactor jefe es Naveed S. Sheikh (de la Universidad de Keele).

## Publicación
La revista se publica en: Scopus, EBSCOhost, Sociological Abstracts, CSA Worldwide Political Science Abstracts, y International Bibliography of the Social Sciences.